# Козловський Всеволод Олександрович
Всеволод Олександрович Козловський (18 квітня 1877, Лапківці, Проскурів, Подільська губернія — ?) — український громадський діяч, бібліотекознавець. Член НТШ у Львові (1907), Член Української радикальної партії (1905–06) та Української видавничої спілки (1906–11). Перекладав українською і німецькою мовами наукові і публіцистичні твори, переклав чеською інструкцію каталографії. Вивчав питання бібліотекознавства (каталогізація, класифікація), бібліотекознавчу і бібліографічну термінології.

## Життєпис
Народився 18 квітня 1877 року у Проскурів, Подільська губернія. Закінчив Кам'янець-Подільську духовну семінарію (1897), юридичний факультет Юр'євського університету (Тарту) (1904).
У 1905—1906 рр. — секретар редкомітету щоденника української газети «Громадська думка» (Київ), друкував статті у газеті «Рада» та «ЛНВ».
У 1906—1912 рр. — працював у НТШ, прослухав курс лекцій з історії польської та української літератури у Львівському університеті (1908–09).
У 1912—1918 рр. — перебував у Відні: працював у товаристві «Hollindischer Lloyd», від 1914 — активний член та секретар редкомітету Союзу визволення України, разом із Володимиром Дорошенком упорядкував «Вісник Союзу визволення України», 1915—1918 брав участь в агітаційній роботі Союзу у таборах військовополонених, де перебували українці з походження, зокрема 1918 організував видання української літератури таборового часопису «Тернистий шлях» у місті Пйотркув-Трибунальський (Польща).
З 1918 року — у Києві. 
У 1918 році — секретар Посольства Української Держави у Німеччині.
До 1919 працював бібліотекарем у «Книгоспілці» під керівництвом Миколи Стасюка;
У 1919—1920 рр. — секретар видавництва товариства «Час»;
З 1921 року — у Всенародній бібліотеці України: завідувач загальним відділом (1921–27), каталожним (1927–30) та відділом книгоопрацювання (1931–33); водночас — секретар Каталожної комісії Секції наукових бібліотек (1924), Комісії для складання української каталографної інструкції (1927), член Президії Науково-дослідної комісії бібліотекознавства і бібліографії (1925–33) тощо. Після розгрому на початку 1930-х рр. українського бібліотекознавства та бібліографічних шкіл за ідеологічними поглядами 1933 разом з багатьма іншими співробітниками бібліотеки звільнений і висланий разом з родиною в Алмати. 
В 1935 р. працював співробітником Узбецької посівнокультурної і агролісомеліоративної дослідної станції (Ташкент).